# 長井一真
長井 一真（ながい かずま、1998年11月2日 - ）は、大阪府豊中市出身のプロサッカー選手。Jリーグ・ブラウブリッツ秋田所属。ポジションはディフェンダー。

## 経歴
興國高等学校を経て、関西大学に入学しサッカー部に入部。大学では主にセンターバックとして出場した。
2020年5月30日、2021年からの京都サンガF.C.への加入内定が発表された。同年6月20日、特別指定選手として京都に選手登録され、6月28日のジュビロ磐田戦でJリーグ公式戦初出場するなど、リーグ戦3試合に出場した。
2023年、水戸ホーリーホックへ完全移籍。
2024年12月21日、ブラウブリッツ秋田への期限付き移籍が発表された。

## 所属クラブ
- 大阪セントラルFC[1]
- 2014年 - 2016年 興國高等学校[1]
- 2017年 - 2020年 関西大学[1]
  - 2020年6月 - 同年12月  京都サンガF.C.（特別指定選手）
- 2021年 - 2022年  京都サンガF.C.
- 2023年 -  水戸ホーリーホック
  - 2025年  ブラウブリッツ秋田（期限付き移籍）

## 個人成績
| 国内大会個人成績 | 国内大会個人成績 | 国内大会個人成績 | 国内大会個人成績 | 国内大会個人成績 | 国内大会個人成績 | 国内大会個人成績 | 国内大会個人成績 | 国内大会個人成績 | 国内大会個人成績 | 国内大会個人成績 | 国内大会個人成績 |
| 年度             | クラブ           | 背番号           | リーグ           | リーグ戦         | リーグ戦         | リーグ杯         | リーグ杯         | オープン杯       | オープン杯       | 期間通算         | 期間通算         |
| 年度             | クラブ           | 背番号           | リーグ           | 出場             | 得点             | 出場             | 得点             | 出場             | 得点             | 出場             | 得点             |
| 日本             | 日本             | 日本             | 日本             | リーグ戦         | リーグ戦         | リーグ杯         | リーグ杯         | 天皇杯           | 天皇杯           | 期間通算         | 期間通算         |
| ---------------- | ---------------- | ---------------- | ---------------- | ---------------- | ---------------- | ---------------- | ---------------- | ---------------- | ---------------- | ---------------- | ---------------- |
| 2020             | 京都             | 38               | J2               | 3                | 0                | -                | -                | -                | -                | 3                | 0                |
| 2021             | 京都             | 15               | J2               | 12               | 0                | -                | -                | 3                | 0                | 15               | 0                |
| 2022             | 京都             | 15               | J1               | 10               | 0                | 5                | 0                | 2                | 0                | 17               | 0                |
| 2023             | 水戸             | 22               | J2               | 21               | 0                | -                | -                | 2                | 0                | 23               | 0                |
| 2024             | 水戸             | 88               | J2               | 27               | 3                | 0                | 0                | 1                | 0                | 28               | 3                |
| 2025             | 秋田             | 5                | J2               |                  |                  |                  |                  |                  |                  |                  |                  |
| 通算             | 日本             | 日本             | J1               | 10               | 0                | 5                | 0                | 2                | 0                | 17               | 0                |
| 通算             | 日本             | 日本             | J2               | 63               | 3                | 0                | 0                | 6                | 0                | 69               | 3                |
| 総通算           | 総通算           | 総通算           | 総通算           | 73               | 3                | 5                | 0                | 8                | 0                | 86               | 3                |

- 2020年は特別指定選手

出場歴
- Jリーグ初出場 - 2020年6月28日 J2第2節 ジュビロ磐田戦（サンガスタジアム by KYOCERA）
- Jリーグ初得点 - 2024年4月3日 J2第8節 ブラウブリッツ秋田戦（ソユースタジアム）